# Voraus
Der Voraus ist im deutschen Erbrecht ein gesetzliches Vermächtnis für die Haushaltsgegenstände und Hochzeitsgeschenke, das dem überlebenden Ehegatten – wenn er als gesetzlicher Erbe berufen ist – zusätzlich zu seinem Erbteil zukommt (§ 1932 BGB).
Der Voraus soll dem überlebenden Ehegatten die Fortführung des gemeinsamen Haushalts ermöglichen und dessen Persönlichkeitsbereich wahren. Dementsprechend ist der Voraus ausgeschlossen, wenn die Ehe geschieden ist.
Als Haushaltsgegenstände kommen z. B. in Betracht Möbel, Haushaltsgeräte, Fernseher etc., der Familien-PKW (sofern nicht hauptsächlich beruflich genutzt), ferner Teppiche und Bilder. Der Wert der Gegenstände ist nicht maßgeblich.
Die Haushaltsgegenstände stehen dem überlebenden Ehegatten nur dann vollumfänglich zu, wenn neben ihm keine Abkömmlinge (Kinder, Enkel etc.) des Erblassers als weitere gesetzliche Erben vorhanden sind, ansonsten nur soweit der überlebende Ehegatte diese Gegenstände zur Führung eines angemessenen Haushalts benötigt (§ 1932 Abs. 1 Satz 2 BGB). In diesem Fall kann der überlebende Ehegatte auch von etwaigen höherwertigen Gegenständen einen angemessenen Teil beanspruchen.
Der Voraus ist nur im Fall der gesetzlichen Erbfolge geregelt. Dem Erblasser steht es aber frei, durch Verfügung von Todes wegen (Testament oder Erbvertrag) dem Ehegatten entweder den Voraus ausdrücklich zuzuwenden oder aber den Ehegatten zwar als Erben einzusetzen, ihm aber den Voraus bzw. ggf. einzelne hierzu gehörende Gegenstände zu entziehen, namentlich durch entsprechende Vermächtnisse oder Teilungsanordnungen.
Für die Berechnung etwaiger Pflichtteilsansprüche der Abkömmlinge oder Eltern des Erblassers bleibt der dem Ehegatten gebührende Voraus außer Ansatz – allerdings nach der Rechtsprechung nur dann, wenn der Ehegatte gesetzlicher Erbe ist (§ 2311 Abs. 1 Satz 2 BGB). Daher kann es für einen überlebenden Ehegatten, der per letztwilliger Verfügung zum Erben eingesetzt worden ist, sinnvoll sein, die Erbschaft als eingesetzter Erbe auszuschlagen und als gesetzlicher Erbe anzunehmen – was zulässig ist (§ 1932 Abs. 1 BGB).
Für eingetragene Lebenspartner enthält § 10 LPartG inhaltsgleiche Regelungen über den Voraus. Für sonstige nichteheliche Lebensgemeinschaften besteht hingegen kein Anspruch auf den Voraus.

## Steuerrecht
Im Steuerrecht wird der Voraus als ein vermächtnisgleicher Erwerb von Todes wegen gesehen (§ 3 I Nr. 3 ErbStG).
Er ist neben dem sogenannten Dreißigsten das einzige kraft Gesetz entstehende Vermächtnis.
Außerhalb des oben erwähnten § 3 ErbStG findet der Voraus im Erbschaftsteuergesetz keine ausdrückliche Beachtung. Jedoch erfolgt in § 13 I ErbStG eine sachliche Steuerbefreiung auf Hausrat, Wäsche und Kleidungsstücke. Dies kommt dem Sinn und Zweck des Voraus entsprechend nahe und stellt sicher, dass der funktionale Haushalt nicht durch eine Belastung mit Steuern beeinträchtigt wird. Hochzeitsgeschenke finden keine Bevorzugung im Erbschaftsteuergesetz. Die sachliche Befreiung gilt für Personen der Steuerklasse I bis zu einem Wert von insgesamt 41.000 €. Für Personen der Steuerklassen II und III ist der Freibetrag auf 12.000 € beschränkt.